# Caucete (kommunhuvudort i Argentina)
Caucete är en kommunhuvudort i Argentina.   Den ligger i provinsen San Juan, i den centrala delen av landet, 1 000 km väster om huvudstaden Buenos Aires. Caucete ligger 578 meter över havet och antalet invånare är 33 609.
Terrängen runt Caucete är platt åt sydväst, men åt nordost är den kuperad. Caucete är det största samhället i trakten.
Trakten runt Caucete består till största delen av jordbruksmark. Runt Caucete är det mycket glesbefolkat, med 4 invånare per kvadratkilometer.